# CMC International
CMC International fue una compañía discográfica estadounidense y una sub-division de Sanctuary Records con sede en Raleigh, Carolina del Norte.

## Agrupaciones musicales actuales y antiguas
- 38 Special
- Alexi Lalas
- Annihilator
- Blackthorn
- Bruce Dickinson (Iron Maiden)
- Blue Öyster Cult
- Deep Purple
- Dokken
- Eddie Money
- The Fixx
- Iron Maiden
- Judas Priest
- Kix
- L.A. Guns
- Loverboy
- Lynyrd Skynyrd
- Molly Hatchet
- Night Ranger
- Overkill
- Pat Benatar
- Saigon Kick
- Saxon
- Slaughter
- Soulmotor
- Styx
- Thin Lizzy
- Tyketto
- W.A.S.P.
- Yes
- Yngwie Malmsteen

- Datos: Q1093480
- Multimedia: CMC International / Q1093480